# Pyrus pyraster
Poirier sauvage
Espèce
Classification phylogénétique
Le Poirier sauvage européen (Pyrus pyraster) est une espèce de poiriers de la famille des Rosaceae, présent dans les haies et les bois de toute l'Europe, excepté l'Europe du Nord. À la différence du poirier commun cultivé, ses rameaux peuvent porter une épine terminale et ses fruits sont petits (2-3 cm) et de saveur âpre. 
Il est considéré comme un ancêtre sauvage du poirier cultivé européen Pyrus communis (avec Pyrus caucasica).

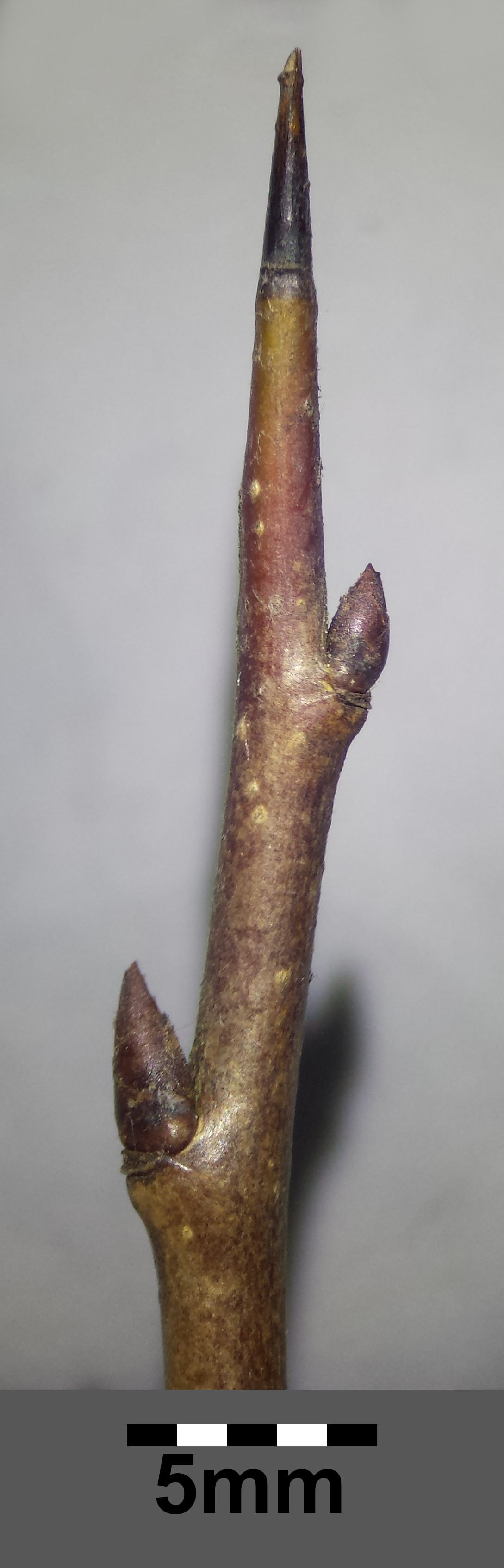
Rameau terminé par une épine

## Étymologie et nomenclature
Le terme latin scientifique Pyrus pyraster se compose du nom de genre Pyrus (du latin pirus, « poirier »), et de l'épithète spécifique pyraster, qui ajoute au nom de genre le suffixe -aster (« semblable »). Cette formation redondante résulte de l'histoire de la nomenclature.
Le basionyme remonte à Carl Linné qui en 1753, dans Species plantarum, le présente comme une variété du poirier commun : 
- « Pyrus communis var. pyraster »[3].

En 1780, un botaniste allemand en fait une sous-espèce :
- « Pyrus communis subsp. pyraster (L.) Ehrh. ».

En 1787, un autre botaniste allemand, Friedrich August Ludwig von Burgsdorff réhausse son statut au niveau d'espèce et le désigne par la formule 
- « Pyrus pyraster (L.) Burgsd »[6].

Termes vernaculaires
- pérusse, pérussier en occitan, piémontais et francoprovençal[7]

## Description

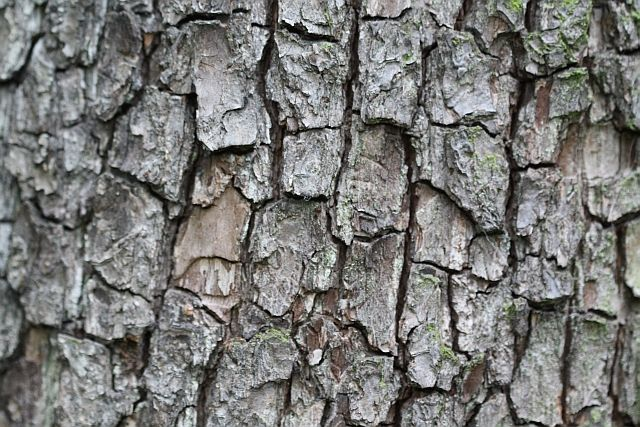
Écorce écailleuse de P. pyraster

Arbre décidu de développement limité à 11-15 mètres de hauteur, à cime pyramidale quand il est jeune. Écorce fissurée et écailleuse. Jeunes rameaux rigides, lisses, jaunâtres, luisants, parfois terminés par une épine.
Feuilles simples, dentées et longuement pétiolées. Limbe ovale, obovale ou orbiculaire (arrondi) à la base, à bords finement denticulés ou serretés et très luisant sur le dessus. 
Fleurs blanches hermaphrodites, très précoces, 5 pétales glabres à l'onglet. La floraison a lieu en avril-mai. Plante mellifère pollinisée par les insectes.
Petits fruits bien charnus, de 3-4 cm de diamètre, âpres,, de forme variable : soit subglobuleux, soit obovale, atténué sur le pédoncule.

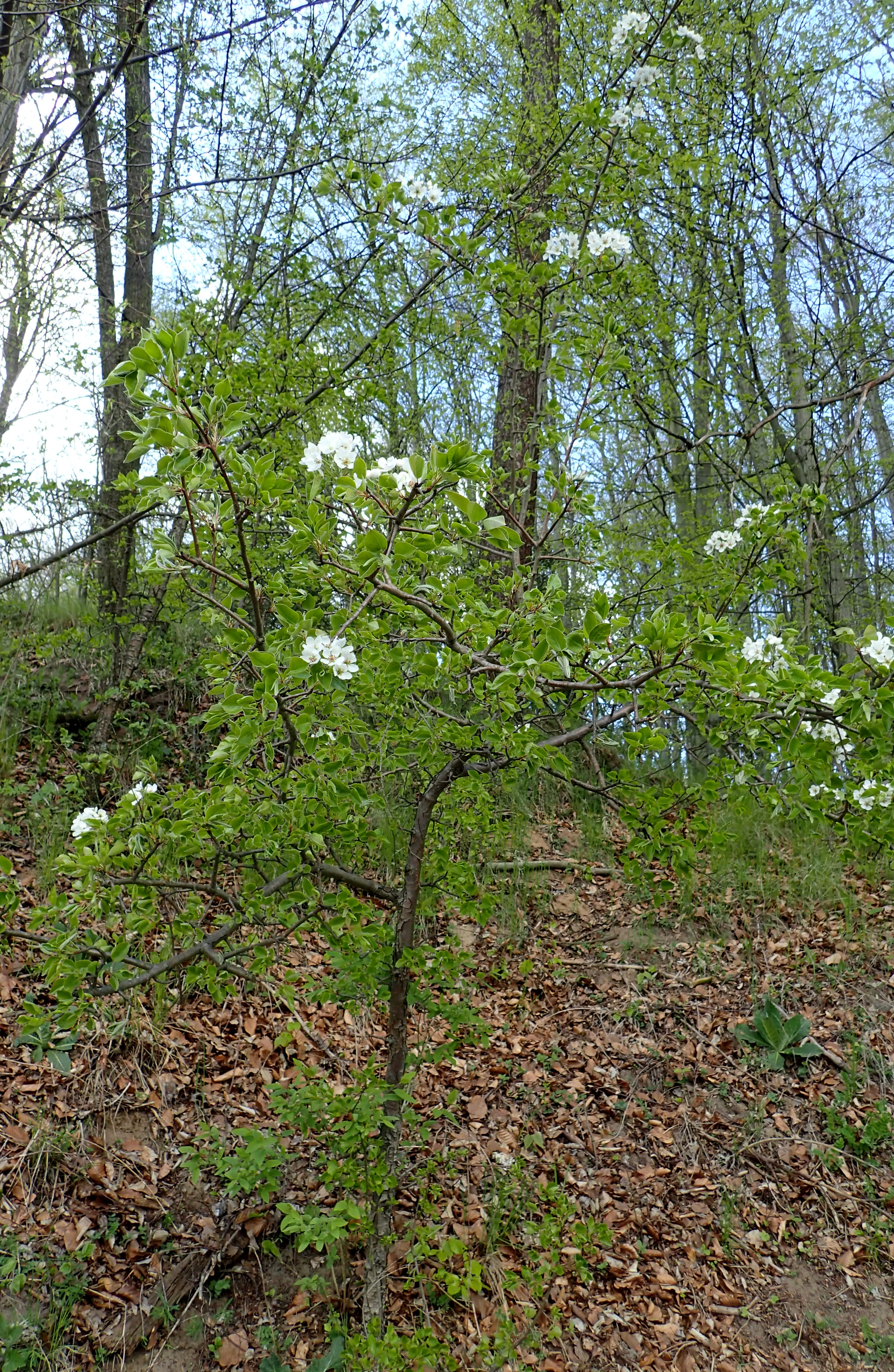
Pyrus pyraster (Pologne)
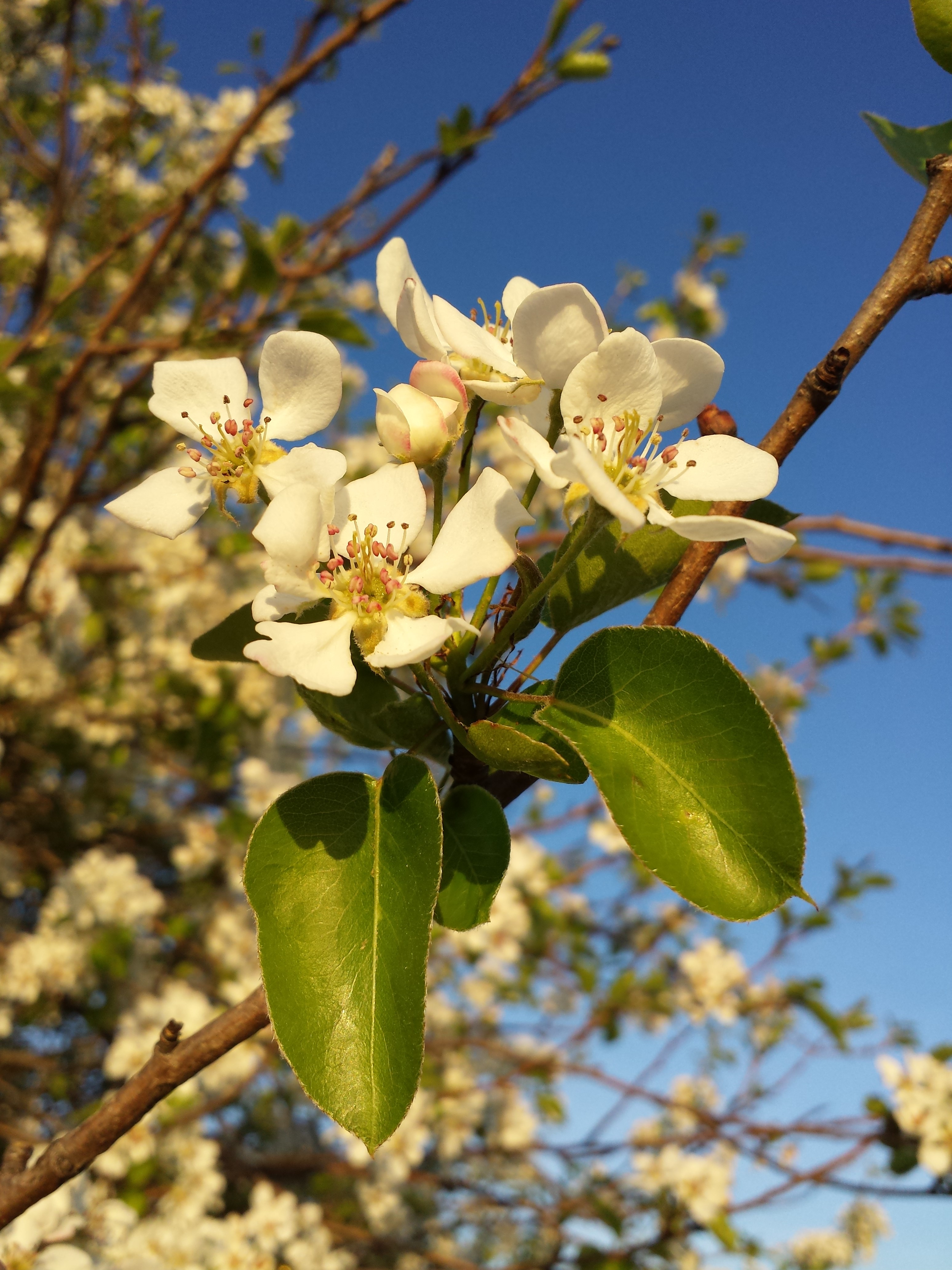
Rameau fleuri (Autriche)
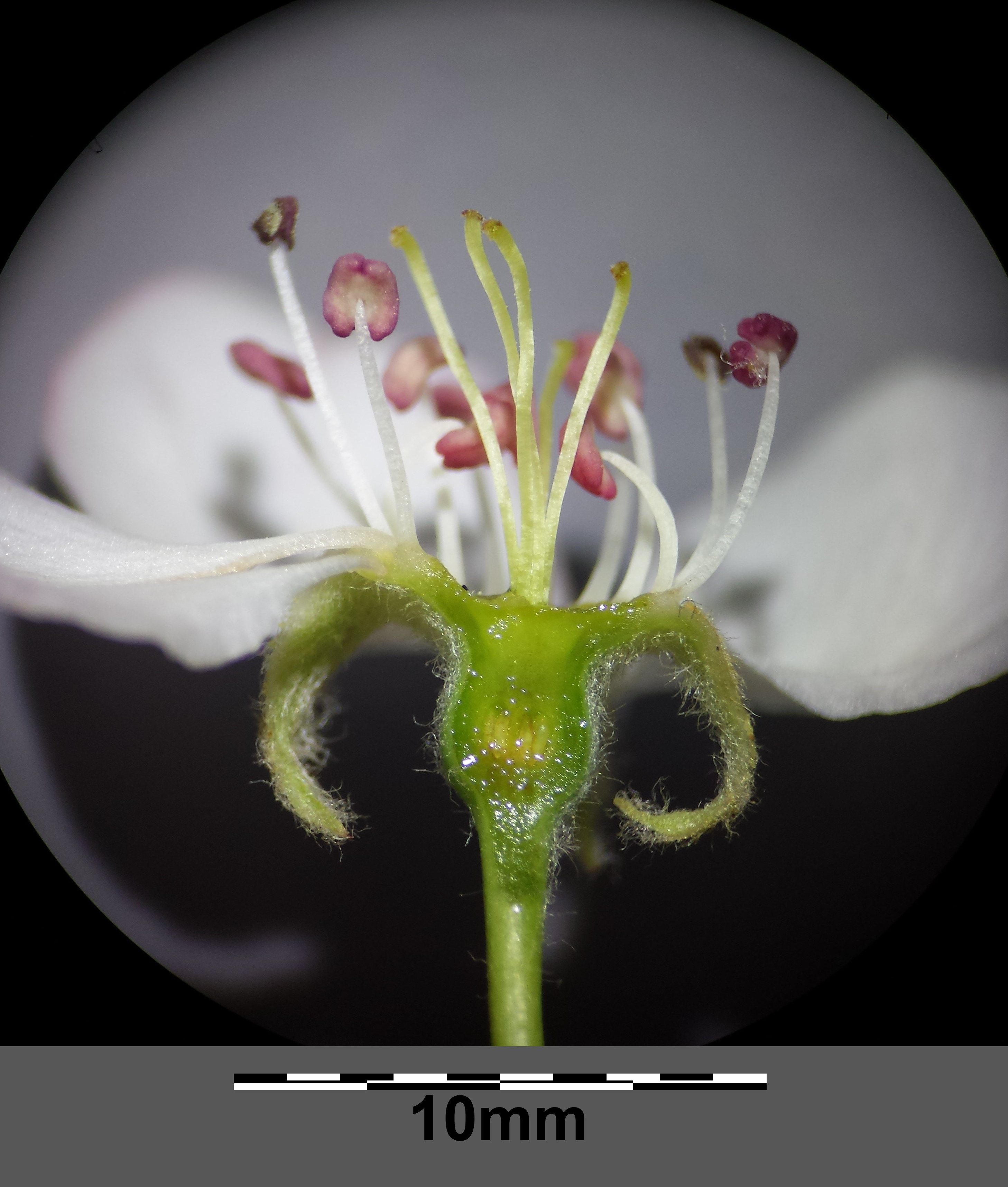
Coupe longitudinale de fleur
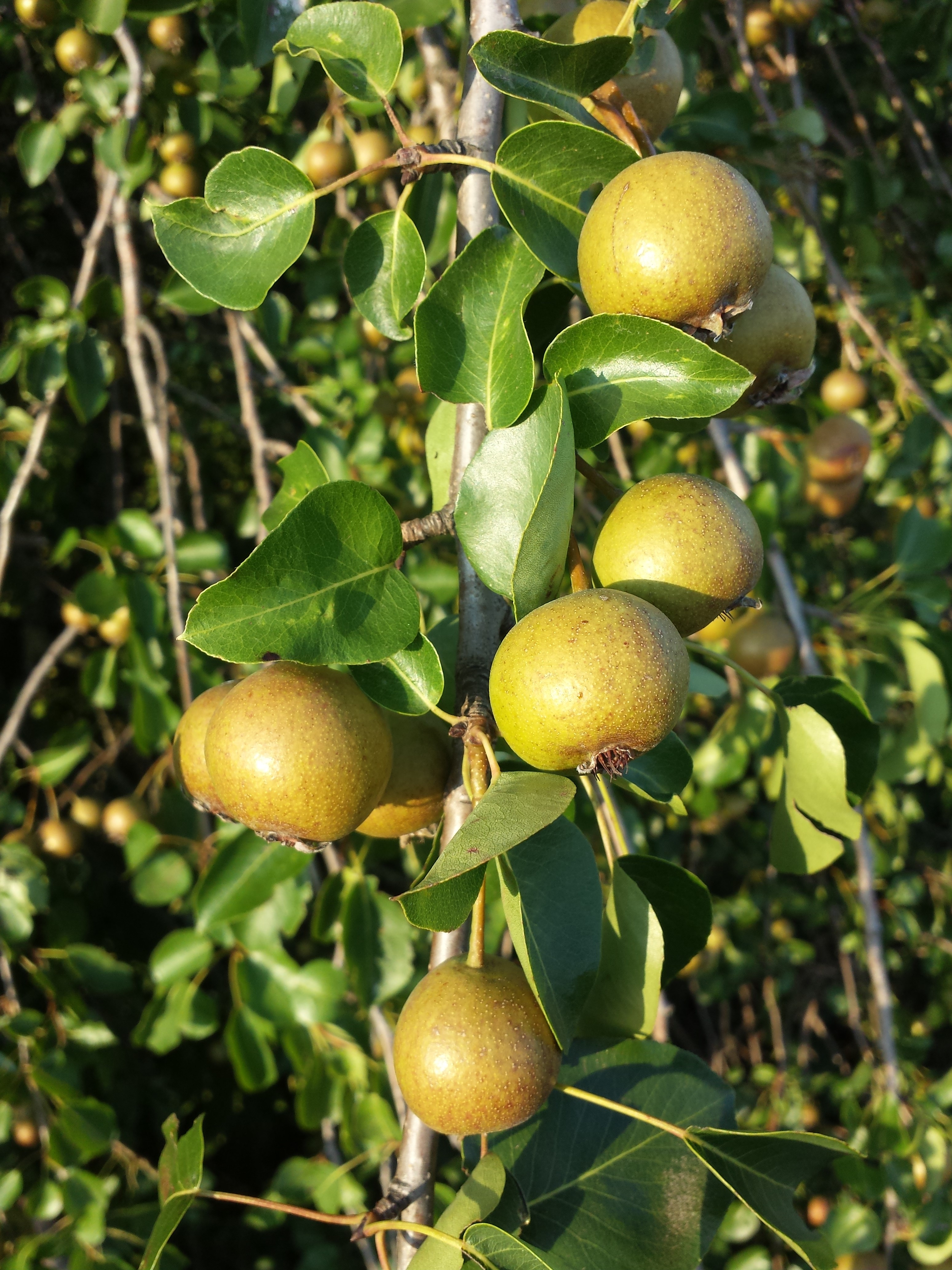
Poires globuleuses
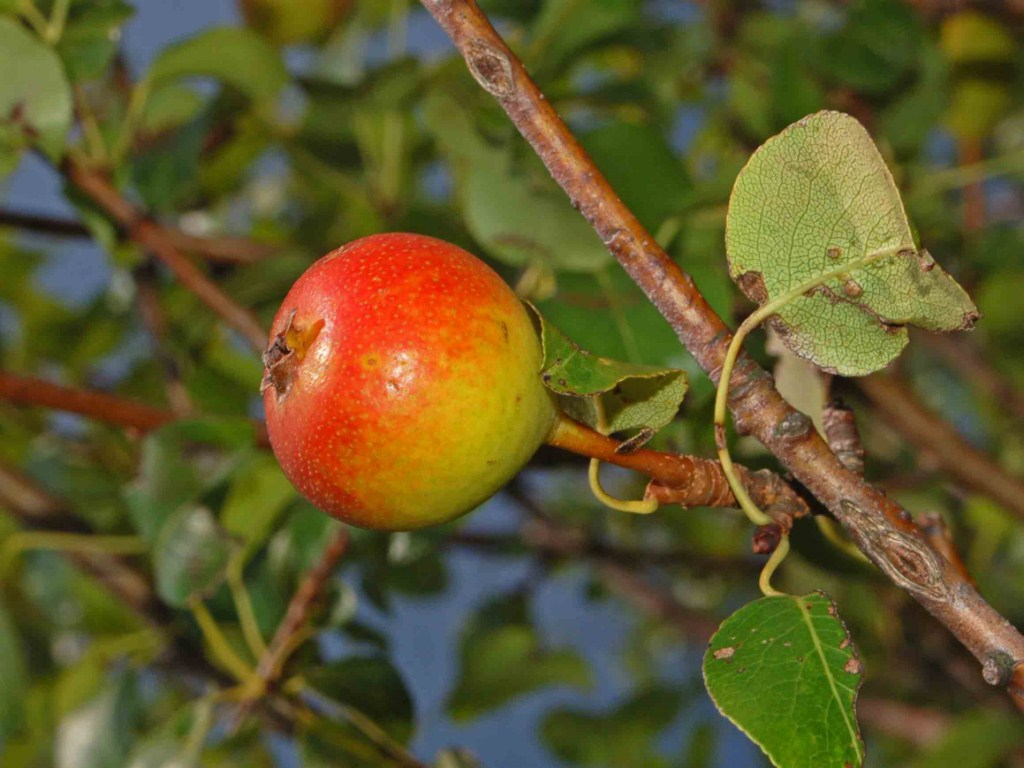
Poire sauvage (Italie)

## Répartition

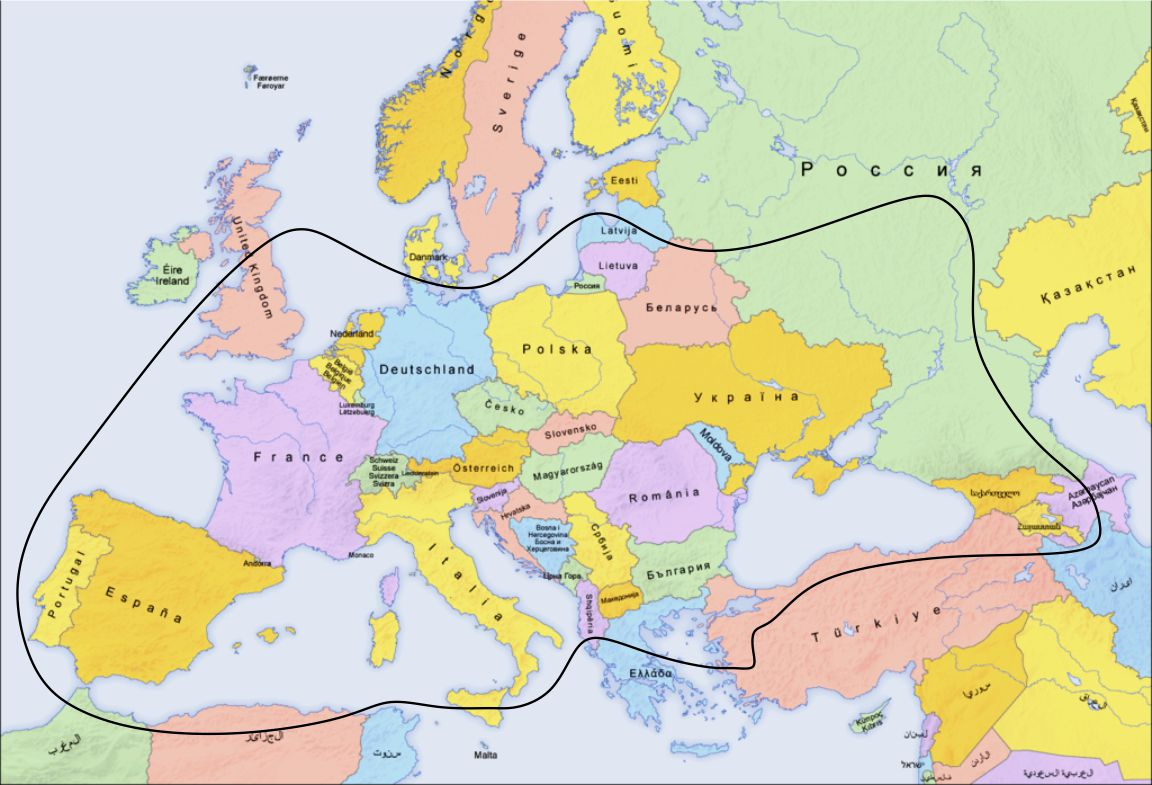
Aire naturelle de répartition du poirier commun

Le poirier sauvage possède une grande aire naturelle eurasiatique à tendance subméditerranéenne.
Il est présent partout en France, mais il est plus rare dans le Nord et la région méditerranéenne. En Espagne il est présent dans les régions montagneuses du tiers nord du pays, en particulier dans les forêts de feuillus. Deux chercheurs turcs, Aydin et Dönmez (2019), indiquent la présence de P. pyraster dans le nord-ouest de la Turquie, en Arménie, (pas en Géorgie) et en Europe du Sud-ouest, du centre et de l'Est.
C'est une espèce de basse altitude, des étages collinéens à montagnard inférieur jusqu'à 1 200 mètres d'altitude.

## Habitats

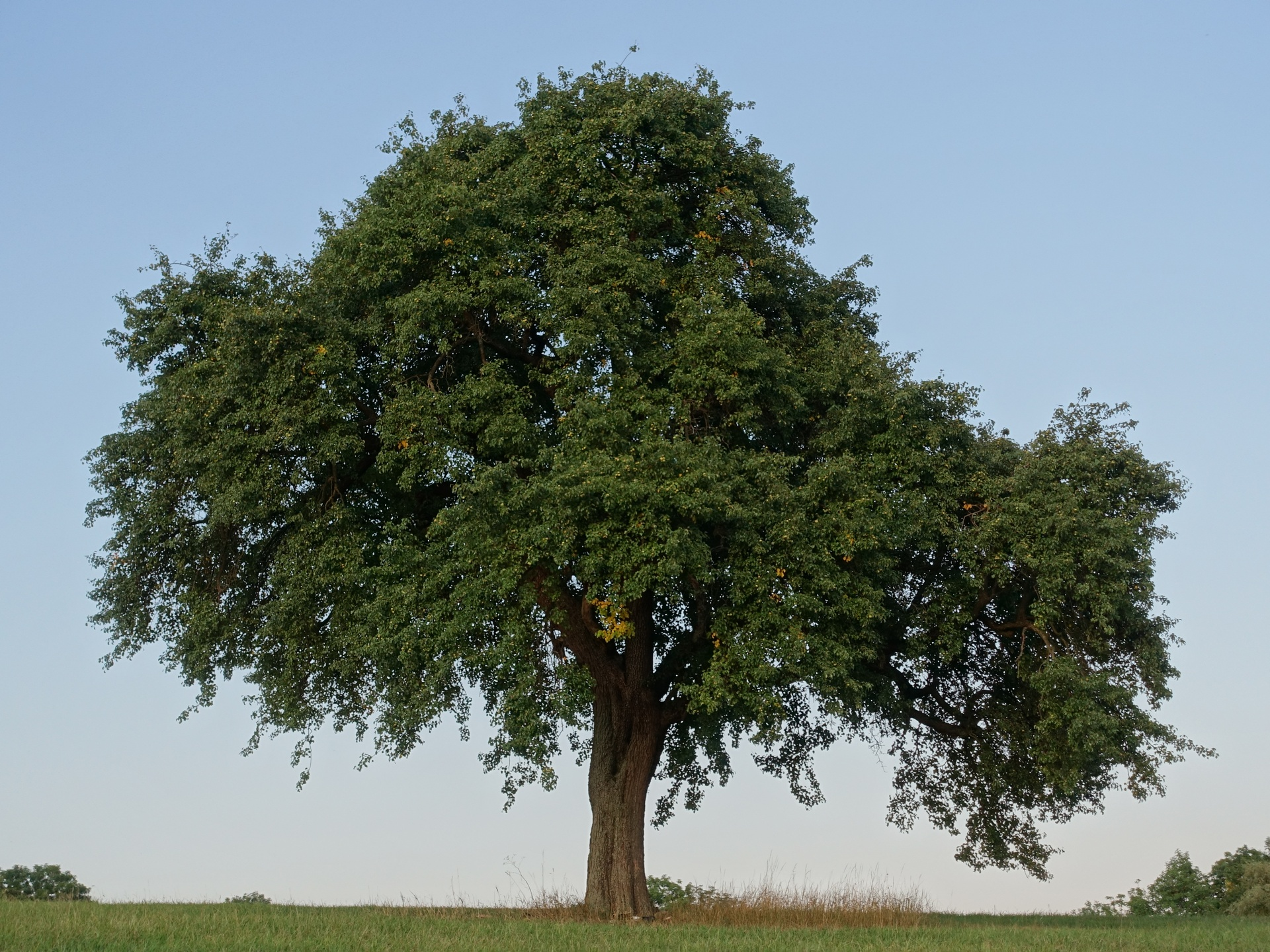
Arbre de Poirier sauvage (monument naturel en Bayreuth)

Dans son habitat naturel, Pyrus pyraster croît aussi bien dans des zones rocheuses sèches qu'en lisière humide de bois. On le trouve dans les haies, les friches et les bois.
Thermophile, héliophile : assez exigeant en lumière, surtout à l'âge adulte. Il peut tolérer la demi-ombre, mais n'atteint pas de grande dimension sous couvert.
Sols secs à très frais, aussi bien argileux que limoneux, avec plus ou moins d’éléments grossiers.

## Analyses phylogénétiques
Les poiriers sauvages qui croissent en Europe tempérée, nommés Pyrus pyraster et ceux qui croissent en Asie mineure, appelés Pyrus caucasica, possèdent d'étroites affinités morphologiques et génétiques et une totale interfertilité avec les formes cultivées en Europe. C'est pourquoi ces poiriers sauvages sont considérés comme les deux sous-espèces sauvages éco-géographiques du complexe spécifique d'où le poirier cultivé européen P. communis a pu dériver. Toutes les populations sauvages de poiriers sont des arbres diploïdes, auto-incompatibles, et toutes sont interfertiles avec le poirier cultivé européen.
Ces dernières années, les études des marqueurs microsatellites et de régions de l'ADN chloroplastique ont permis d'apporter de nouveaux éclairages sur l'histoire évolutive des cultivars à partir d'ancêtres sauvages. Ferradini et al ont ainsi évalué les distances génétiques entre divers cultivars et espèces sauvages de poiriers. L'analyse en réseau de 298 séquences d'ADNcp a permis de définir deux haplogroupes, d'Eurasie orientale et occidentale. Les séquences de P. caucasica et P. pyraster présentaient principalement des haplotypes occidentaux alors qu'un haplotype oriental était identifié uniquement chez P. caucasica.
Certains auteurs considèrent P. pyraster comme une sous-espèce du poirier commun (P. communis subsp. pyraster). Cependant, une étude moléculaire récente a démontré que P. communis est plus étroitement apparenté à P. caucasica et P. nivalis qu'à P. pyraster (Zheng et al., 2014). Il se distingue également nettement de P. communis par ses bords serretés.

## Qualités du bois et usage
Utilisé en ébénisterie fine, sculpture, objets tournés, instruments de musique, manches d'outil.
Les loupes, grosses protubérances aux fibres enchevêtrées qui affectent certains sujets sont hautement valorisées en tranchage pour les besoins de marqueterie et de l'ébénisterie fine.
Il est aussi utilisé comme porte-greffe pour les arbres fruitiers.